# Anna Maria Cardano
Anna Maria Cardano (Galliate, 9 febbraio 1960) è una politica italiana, membro della Camera dei deputati, eletta come indipendente tra le file di Rifondazione Comunista nella XV Legislatura.

## Biografia
Laureata in Lettere all'Università di Padova, è insegnante di scuola superiore a Novara.
Alle elezioni europee del 1999 è candidata con i Democratici di Sinistra nella Circoscrizione Italia Nord-Occidentale, ottenendo 5.991 preferenze, senza essere eletta.
Alle elezioni politiche del 2006 è candidata alla Camera con Rifondazione Comunista in Piemonte, risultando la prima dei non eletti. È stata proclamata deputata il 6 giugno 2006 in sostituzione di Paolo Ferrero, il quale si era dimesso per assumere la carica di Ministro della solidarietà sociale.
L'8 febbraio 2007 ha inviato una interrogazione a risposta scritta al Ministro della pubblica istruzione Giuseppe Fioroni, al Ministro per i Beni e le Attività Culturali Francesco Rutelli e al Ministro delle comunicazioni Paolo Gentiloni sul tema del fair use.
Non si è candidata alle successive elezioni politiche del 2008, tornando a svolgere il suo lavoro di insegnante.